# Inovallée

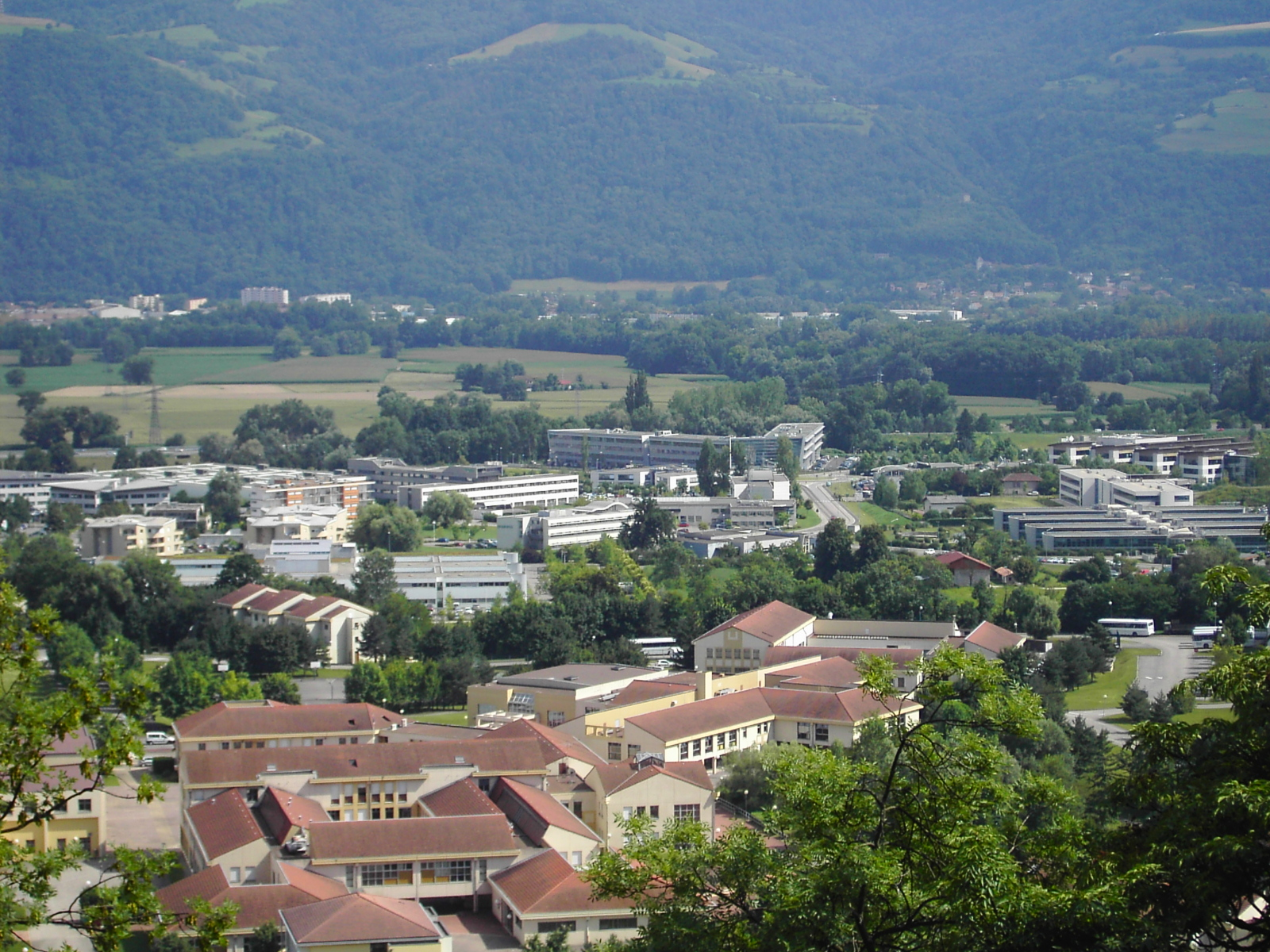
Inovallée

Die Inovallée ist ein französisches Technologiezentrum in der Nähe von Grenoble. Es entstand 1971 im Zuge der Gestaltung des Gewerbegebietes der Stadt als eines der ersten französischen Zentren dieser Art. Ursprünglich unter der Bezeichnung ZIRST (Zone pour l’innovation et les réalisations scientifiques et techniques) gegründet, wurde der Name 2005 in Inovallée geändert (aus innovation und vallée, Tal, nach dem amerikanischen Silicon Valley). Die Inovallée liegt auf dem Gebiet der Gemeinden Meylan und Montbonnot. Auf 110 Hektar Fläche haben sich heute rund 380 Unternehmen wie z. B. Orange und Sun Microsystems mit insgesamt 12.000 Angestellten angesiedelt. Das Technologiezentrum ist mit einer eigenen Autobahnausfahrt an der Autoroute A41 angebunden.
Gründe für die Einrichtung waren:
- Förderung der Ansiedelung von Unternehmen aus der Hochtechnologiebranche
- Förderung der Zusammenarbeit zwischen Forschung, Universitäten und Wirtschaft
- Bewahrung der ökologischen und unverschmutzten Umgebung
- Schaffung von zukunftsträchtigen Arbeitsplätzen